# Cabinet Böhmer I
Land de Saxe-Anhalt
Höppner II Böhmer II
Le cabinet Böhmer I (en allemand : Kabinett Böhmer I) est le gouvernement du Land de Saxe-Anhalt entre le 16 mai 2002 et le 23 avril 2006, durant la quatrième législature du Landtag.

## Coalition et historique
Dirigé par le nouveau ministre-président chrétien-démocrate Wolfgang Böhmer, ce gouvernement est constitué et soutenu par une « coalition noire-jaune », entre l'Union chrétienne-démocrate d'Allemagne (CDU) et le Parti libéral-démocrate (FDP). Ensemble, ils disposent de 65 députés sur 115, soit 56,5 % des sièges du Landtag.
Il est formé à la suite des élections législatives régionales du 21 avril 2002 et succède au second cabinet de Reinhard Höppner, constitué du Parti social-démocrate d'Allemagne (SPD) et soutenu, sans participation, par le Parti du socialisme démocratique (PDS), selon la formule du « modèle de Magdebourg ». 
Après les élections législatives régionales du 26 mars 2006, la coalition perd sa majorité, avec seulement 47 députés sur 97. Le PDS ayant devancé le SPD, les deux partis n'ont pu se mettre d'accord pour constituer une alliance de gauche. La CDU s'est alors associée avec les sociaux-démocrates, formant le cabinet Böhmer II.

## Composition

### Initiale (16 mai 2002)
| Fonction                                                     | Titulaire | Titulaire           | Parti |
| ------------------------------------------------------------ | --------- | ------------------- | ----- |
| Ministre-président                                           |           | Wolfgang Böhmer     | CDU   |
| Vice-ministre-président Ministre de l'Économie et du Travail |           | Horst Rehberger     | FDP   |
| Ministre de l'Intérieur                                      |           | Klaus Jeziorsky     | CDU   |
| Ministre des Finances                                        |           | Karl-Heinz Paqué    | FDP   |
| Ministre de la Justice                                       |           | Curt Becker         | CDU   |
| Ministre de l'Agriculture et de l'Environnement              |           | Petra Wernicke      | CDU   |
| Ministre de l'Éducation                                      |           | Jan-Hendrik Olbertz | Sans  |
| Ministre des Travaux publics et des Transports               |           | Karl-Heinz Daehre   | CDU   |
| Ministre de la Santé et des Affaires sociales                |           | Gerry Kley          | FDP   |
| Directeur de la chancellerie régionale                       |           | Rainer Robra        | CDU   |